# Tillobroma valentinei
Tillobroma valentinei là một loài ruồi trong họ Asilidae. Tillobroma valentinei được Artigas miêu tả năm 1970. Loài này phân bố ở vùng Tân nhiệt đới.